# Parafia Świętych Cyryla i Metodego w Humennem
Parafia Świętych Cyryla i Metodego – parafia prawosławna w Humennem, w archidekanacie dla powiatów: Humenné i Snina, w eparchii preszowskiej Kościoła Prawosławnego Czech i Słowacji.
Świątynią parafialną jest zbudowana w latach 1991–1995 cerkiew Świętych Cyryla i Metodego, zlokalizowana przy ulicy Dobrianskeho.
Parafia liczy ponad 2000 wiernych. Proboszczem jest ks. Peter Humeník.